# Avenue Charles-de-Gaulle (Autun)
Pour les articles homonymes, voir Avenue Charles-de-Gaulle.
L'avenue Charles-de-Gaulle, ancienne avenue de la Gare, est une avenue de la commune française d'Autun, située dans le département de Saône-et-Loire. 

## Situation et accès
L'avenue Charles-de-Gaulle met en relation l'avenue de la République, au niveau de la gare, à la place du Champ-de-Mars, et avec elle la partie centrale de la ville. Avenue de la République, elle débute en contournant et traversant le square des Droits-de-l'homme (square de la Gare jusqu'en 1998) puis connaît trois carrefours, le premier avec la rue de la Grange-Vertu et la rue Bernard-Renault, le deuxième avec la rue Pernette et la rue Eumène, après lequel la ruelle Saint-Jean rejoint l'avenue et s'y arrête, puis le troisième avec la rue Jondeau et la rue Jeannin.
Elle est volontairement alignée avec le temple de Janus, l'un des vestiges monumentaux de l'ancienne cité Augustodunum situé à la sortie de la ville. L'historien autunois Harold de Fontenay vante dans Autun et ses monuments la beauté du paysage de l'avenue à la fin du XIXe siècle : « Belle et large voie dont la perspective s'ouvre sur la plaine d'Autun, la majestueuse ruine dite « temple de Janus » et finit aux montagnes du Morvan. [...] »

## Origine du nom
Cette voie rend honneur à Charles de Gaulle (1890-1970), général, chef de la France libre et président de la République française de 1959 à 1969.

## Historique
Le nom de la Halle-au-Blé renvoie à la salle de spectacles à l'origine de sa création, dont le rez-de-chaussée servait pour le rangement du blé. La voie porte le nom de « rue des Subsistances » durant la Révolution. Elle perd son nom pour « avenue de la Gare » par décision municipale le 23 novembre 1880.
Sous le régime de Vichy, à partir du 2 septembre 1941 et jusqu'à la Libération, elle porte le nom du chef de l'État, le maréchal Philippe Pétain. Elle est rebaptisée « avenue Charles-de-Gaulle » le 17 novembre 1970, deux semaines après la mort de l'ancien président de la République.

### Ancienne église paroissiale Saint-Jean-l'Évangéliste
L'avenue traverse un ancien bastion qui, jusqu'au XVIIe siècle, renferme l'église Saint-Jean-l'Évangéliste. Elle est l'église paroissiale du quartier Marchaux et est attestée au commencement du IXe siècle, où elle accueille les comtes d'Autun de l'époque carolingienne lorsqu'ils prêtent serments après avoir rendu la justice.
D'après l'historien Harold de Fontenay, son plan primitif est probablement composé d'une croix latine terminée par une abside à trois pans, plus tard prolongée sous une forme semi-circulaire. Trois chapelles et une tour de clocher sont accolées aux flancs de l'église. Elle n'est intégrée dans les remparts du quartier Marchaux qu'à la toute fin du XVIe siècle ; on construit alors un bastion flanqué de deux tours qui accueille un cimetière.
L'église est fermée en 1791, vendue en 1793 et rasée peu après. Elle était alors accessible par une ruelle qui partait de la rue de la Halle-au-Blé (absorbée par l'avenue). Le cimetière est rasé quatre-vingt ans plus tard, lors de la construction de l'avenue. À la fin du XIXe siècle, les deux tours du bastion ont survécu, l'une intégrée dans la maison no 21 avenue de la Gare et l'autre dans la cour d'une maison rue Eumène. À l'angle de l'avenue de la Gare (no 14) et de la rue Eumène sont sortis de terre en 1870 trois tombes et un petit caveau voûté. D'autres caveaux ont été découverts dans une maison voisine ; ils marquent l'emplacement du sanctuaire et du chœur de l'église.

### Percement de l'avenue
Lorsque la gare est édifiée en 1867, elle communique à la partie centrale de la ville par la rue de la Grille et la rue du Faubourg-Saint-Andoche. Entre la place du Champ-de-Mars et la rue Jeannin figure une voie dénommée rue de la Halle-au-Blé, créée en 1779 après la construction d'une salle de spectacles, faisant également office de halle au blé. Démolie en 1885 en raison de son mauvais état, son emplacement est aujourd'hui occupé par le théâtre. La construction de l'avenue débute en 1869 en perçant la rue de la Halle-au-Blé jusqu'au chemin de fer.
Elle est percée en 1869 en continuant la rue de la Halle-au-Blé, édifiée en 1779, et plantée d'arbres.

### Aménagements
En 1878, l'avenue de la Gare est plantée de tilleuls argentés. La salle de spectacles sur l'ancienne rue de la Halle-au-Blé est démolie en 1881, ce qui permet l'agrandissement de la voie.

## Bâtiments remarquables et lieux de mémoire
Les bâtiments sont récents, mais ceux du début du XXe siècle présentent des éléments décoratifs d'Art nouveau et Art déco.

### Vestiges antiques dit «tour de Jouère»

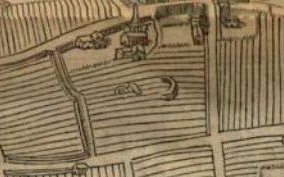
Carte d'Autun de 1575, détail sur la tour de Jouère.

Aux environs du no 27 bis figurait une ruine gallo-romaine portant le nom de « tour de Jouère » jusqu'à sa destruction au cours du XIXe siècle. Elle est présente sur la première carte connue d'Autun, réalisée par Pierre de Saint-Julien de Balleure en 1575.
La plupart des érudits l'ont pris pour un autel à Jupiter. Les vestiges ont été décrits par plusieurs antiquaires, dont Anfert et Edmé Thomas qui décrivent au XVIIe siècle « un demi-rond élevé ». Anfert détaille plus longuement : « On rencontre une masure, allant du portail Saint-André à celui de Saint-Andoche, demi-rond, élevé, que le vulgaire nomme Jouère ou le temple de Jupiter, auquel on remarque les entrées du côté du levant. Il étoit environné d'une ancienne muraille distante de dix pieds du temple ; l'autre demi-rond est détruit. Tout autour on a découvert plusieurs fondemens et ruines de murailles ou de pierres d'une grandeur excessive avec des caveaux souterrains et des chambrettes profondes voûtées, jointes les unes aux autres. On dit que c'est un théâtre,. » La dernière attestation de son existence remonte à 1836, lorsque la ville d'Autun loue « la tour de Jouard, située près la ruelle Saint-Jean-l'Évangéliste, tenant [...] au couchant aux murailles modernes ».
D'autres vestiges sont sortis de terre au cours des siècles suivants. Après que le monument ait disparu, le site est fouillé par la Société éduenne en 1875 et 1879. L'historien Harold de Fontenay décrit « un mur construit en ligne droite sur une longueur de 15 mètres et se prolongeant suivant une ligne courbe de 30 mètres de rayon ». Ce mur, large de 2 mètres, bordait « un béton très épais. Plus loin, d'autres substructions, de 1,55 mètre d'épaisseur, semblaient rayonner vers différents centres, mais ces constatations étaient trop incomplètes pour qu'il fût possible d'en tirer aucun indice sur la forme du monument,. »

### Immeubles remarquables duXXesiècle

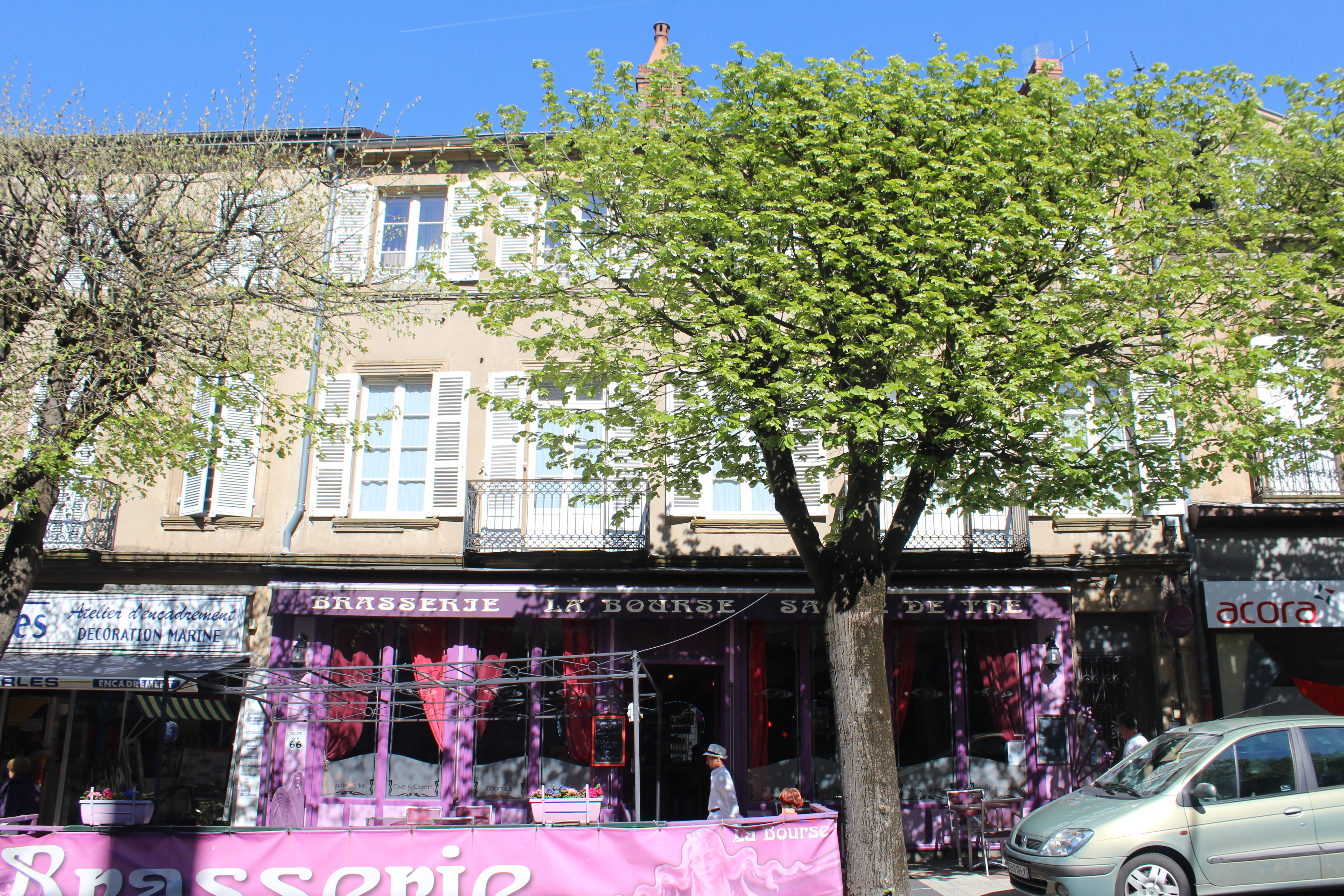
L'avenue au niveau du café de la Bourse.

Plusieurs maisons de l'avenue sont remarquables par leur architecture Art nouveau ou Art déco. En particulier, le no 18, café de la Bourse, est partiellement inscrit au titre des monuments historiques et du label « Patrimoine du XXe siècle ».
Derrière une façade banale, le café de la Bourse présente un décor intérieur Art nouveau des années 1910, fait de plâtres, stucs et menuiseries, parmi lequel des miroirs décorés de têtes de femmes à la chevelure ondoyante et aux corniches illustrées d'iris, des radiateurs en fonte et des lambris au décor floral ainsi que des rosaces décoratives en plâtre,,.
Les linteaux et les gardes-corps des fenêtres du no 25 sont de l'œuvre d'Hector Guimard, architecte connu pour avoir conçu les entrées de métro parisien, et réalisées dans les fonderies de Saint-Dizier en Haute-Marne. Ces pièces d'art, inspirées de motifs végétaux et typiques de l'Art nouveau, évitent la ligne droite pour des courbes souples et nerveuses.
Tout autant remarquable, la façade du no 21, au décor végétal, est très éclectique. Sous la corniche, les denticules sculptés sont semblables à celles réalisées par l'architecte-voyer Claudius Malord au no 6 de la rue aux Cordiers entre 1900 et 1910,. Les gardes-corps, décorés de marronniers, de pavots et de tournesols sont de l'Art nouveau ; sur les feuilles de marronniers subsiste des traces de patine dorée. Des iris parent les consoles des balcons et sont repris en frise au linteau de la lucarne centrale. L'immeuble voisin est bien plus modeste et n'est paré que d'une frise de carreaux décorés de végétaux sous la corniche.
La maison du no 52 bis est construite en 1930 pour un médecin par l'architecte-voyer Jean Truchot, aussi auteur de la modernisation de l'hôpital Saint-Gabriel et de l'école rue Bouteiller. Elle présente des caractéristiques typiques du style Art déco : une entrée monumentale, des volumes importants et une élévation sobre.